# Tiếng Tetum
Tiếng Tetum, hay tiếng Tetun, là một ngôn ngữ Nam Đảo được nói tại đảo Timor. Nó hiện diện tại huyện Belu của Tây Timor thuộc Indonesia, và dọc theo biên giới Đông Timor, nơi nó là một ngôn ngữ chính thức. Tại Đông Timor, một dạng tiếng Tetum được creole hóa gọi là "Tetun Dili" hay "Tetun Prasa" được dùng phổ biến như ngôn ngữ thứ hai; người nói tiếng Tetum và Tetun Dili không thông hiểu được nhau. Ngoài sự đơn giản hóa về ngữ pháp thường bắt gặp ở các ngôn ngữ creole, Tetun Dili cũng được ảnh hưởng rất nhiều bởi tiếng Bồ Đào Nha.

## Các dạng/phương ngữ
Tiếng Tetum có bốn dạng/phương:

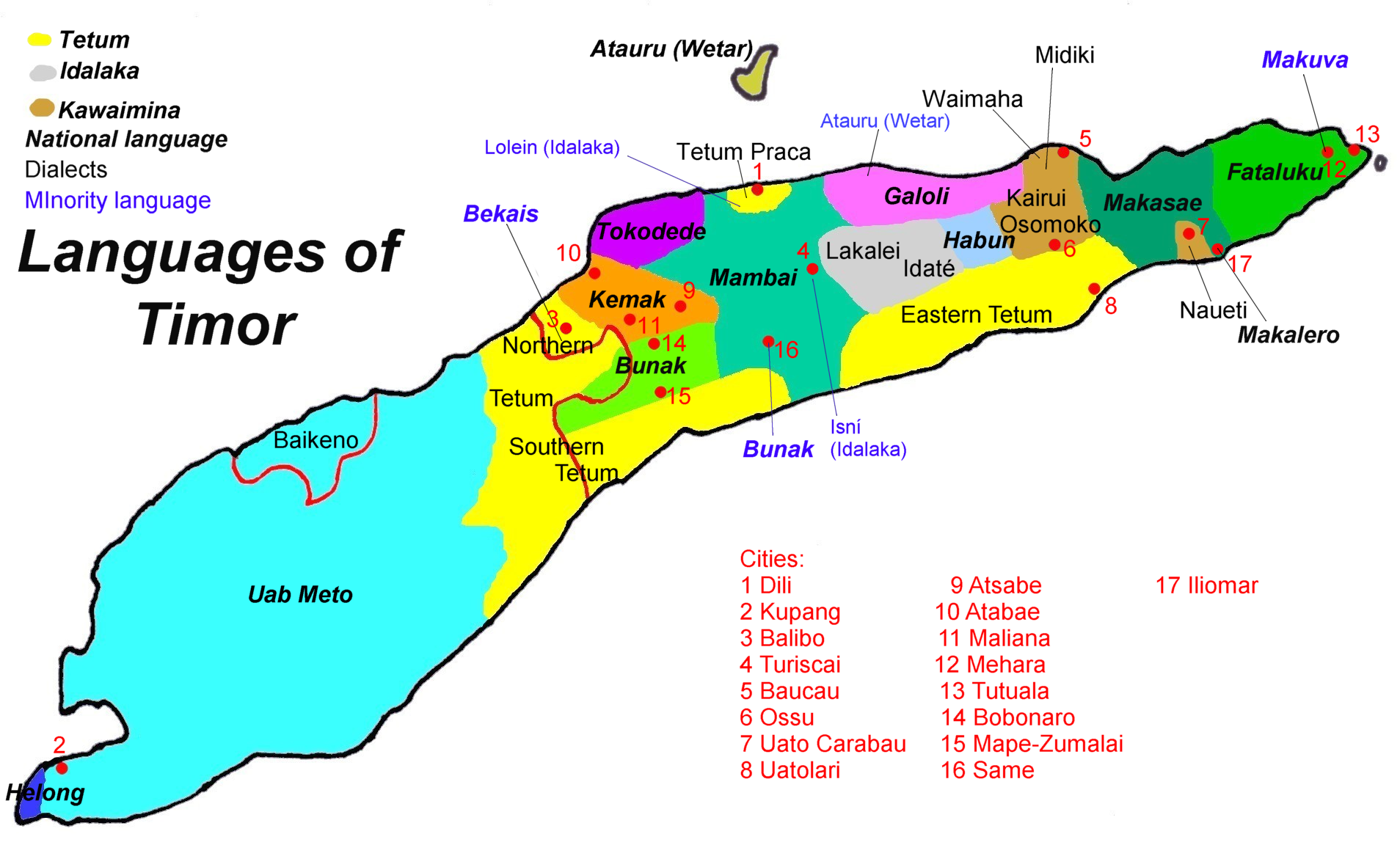
Ngôn ngữ tại đảo Timor. Tiếng Tetum màu vàng.

- Tetun-Dili, hay Tetun-Prasa (nghĩa đen là "Tetum thành thị"), được nói tại thủ đô Dili và những vùng xung quanh tại phía bắc Đông Timor. Ethnologue phân loại nó là một ngôn ngữ creole dựa trên tiếng Tetum.
- Tetun-Terik được nói tại vùng bờ biển phía nam và tây nam.
- Tetun-Belu được nói quanh vùng biên giới giữa Đông Timor và Tây Timor.
- Phương ngữ Nana'ek hiện diện tại làng Metinaro

## Lịch sử
Mặc dù tiếng Bồ Đào Nha là ngôn ngữ chính thức của Timor thuộc Bồ Đào Nha cho đến năm 1975. phương ngữ Tetun-Prasa luôn là ngôn ngữ chính chiếm ưu thế ở phần phía đông của hòn đảo. Khi Indonesia chiếm đóng Đông Timor năm 1975 và sáp nhập Đông Timor thành tỉnh thứ 27, việc sử dụng tiếng Bồ Đào Nha bị cấm đoán và tiếng Indonesia là ngôn ngữ chính thức duy nhất, nhưng Nhà thờ Công giáo La Mã đã thông qua việc sử dụng tiếng Tetum làm ngôn ngữ hành lễ, khiến đây trở thành tiêu điểm của bản sắc văn hóa và dân tộc Đông Timor. Năm 2002, khi Đông Timor độc lập, tiếng Tetum và tiếng Bồ Đào Nha được tuyên bố là ngôn ngữ chính thức.